# Велес Бланко
Велес Бланко (на испански: Vélez-Blanco) е населено място и община в Испания. Намира се в провинция Алмерия, в състава на автономната област Андалусия. Общината влиза в състава на района (комарка) Лос Велес. Заема площ от 441 km². Населението му е 2282 души (по данни от 2010 г.). Разстоянието до административния център на провинцията е 164 km.

## Демография
| 1996 | 1998 | 1999 | 2000 | 2001 | 2002 | 2003 | 2004 | 2005 | 2006 |
| ---- | ---- | ---- | ---- | ---- | ---- | ---- | ---- | ---- | ---- |
| 2317 | 2190 | 2144 | 2061 | 2043 | 2001 | 2052 | 2051 | 2126 | 2165 |